# Asuridia yuennanica
Asuridia yuennanica är en fjärilsart som beskrevs av Daniel 1951. Asuridia yuennanica ingår i släktet Asuridia och familjen björnspinnare. Inga underarter finns listade i Catalogue of Life.